# Micronycteris minuta
Micronycteris minuta (Gervais, 1856) è un pipistrello della famiglia dei Fillostomidi diffuso in America centrale e meridionale.

## Descrizione

### Dimensioni
Pipistrello di piccole dimensioni, con la lunghezza della testa e del corpo tra 40 e 55 mm, la lunghezza dell'avambraccio tra 33 e 38 mm, la lunghezza della coda tra 7 e 13 mm, la lunghezza del piede tra 10 e 13 mm, la lunghezza delle orecchie tra 18 e 24 mm e un peso fino a 8 g.

### Aspetto
La pelliccia è corta ed uniforme. Le parti dorsali sono marroni scure o bruno-rossastre con la base dei peli bianca, mentre le parti ventrali sono bianco-grigiastre. Il muso è allungato e rosato, la foglia nasale è ben sviluppata, lanceolata e con la porzione anteriore saldata al labbro superiore soltanto alla base, mentre sul labbro inferiore è presente un cuscinetto carnoso a forma di V. Le orecchie sono grandi, ovali, ricoperte di peli alla base del margine anteriore e unite sulla testa da una membrana ben sviluppata con un profondo incavo centrale. Il trago è corto, triangolare e con un piccolo incavo alla base del margine posteriore. Le ali sono attaccate posteriormente sulle caviglie. La coda è lunga circa la metà dell'ampio uropatagio. Il calcar è più corto del piede. Il cariotipo è 2n=28 FNa=50 o 52.

## Biologia

### Comportamento
Si rifugia singolarmente o in piccoli gruppi nelle grotte, gallerie e nelle cavità degli alberi.

### Alimentazione
Si nutre di insetti e parti vegetali.

### Riproduzione
Femmine gravide sono state catturate in Costa Rica nei mesi di marzo ed aprile.

## Distribuzione e habitat
Questa specie è diffusa in Honduras, Nicaragua, Panama, Colombia, Venezuela, Guyana, Suriname, Guyana francese, Ecuador orientale, Perù settentrionale e orientale, stati brasiliani di Pará, Bahia, Espírito Santo, Rio de Janeiro, Minas Gerais, Distretto Federale, Amazonas e Bolivia settentrionale. È presente anche sull'isola di Trinidad.
Vive nelle foreste sempreverdi e decidue di pianura ed aree agricole fino a 800 metri di altitudine.

## Conservazione
La IUCN Red List, considerato il vasto areale e la tolleranza a l disturbo ambientale, classifica M.minuta come specie a rischio minimo (Least Concern)).